# Parco Nazionale Gran Sasso - Monti della Laga
Parco Nazionale Gran Sasso - Monti della Laga este o arie protejată (arie de protecție specială avifaunistică — SPA) din Italia întinsă pe o suprafață de 143.311 ha, integral pe uscat.

## Localizare
Centrul sitului Parco Nazionale Gran Sasso - Monti della Laga este situat la coordonatele 42°27′36″N 13°34′19″E / 42.45997°N 13.572047°E.

## Înființare
Situl Parco Nazionale Gran Sasso - Monti della Laga a fost declarat arie de protecție specială avifaunistică în octombrie 1988 pentru a proteja 3 specii de plante și 39 de specii de animale.

## Biodiversitate
Situată în ecoregiunea alpină, aria protejată conține 21 de habitate naturale: Păduri de Quercus ilex și Quercus rotundifolia, Păduri pe pante, grohotișuri și ravene de Tilio-Acerion, Matorral arborescenți cu Juniperus spp., Păduri de fag din Apenini cu Taxus și Ilex, Grohotișuri calcaroase și de șisturi calcaroase de la nivelul montan până la nivelul alpin (Thlaspietea rotundifolii), Pajiști uscate seminaturale și facies de acoperire cu tufișuri pe substraturi calcaroase (Festuco-Brometalia) (* situri importante pentru orhidee), Pante stâncoase silicioase cu vegetație casmofită, Pajiști alpine și subalpine calcaroase, Formațiuni de Juniperus communis pe lande sau pajiști calcaroase, Păduri de fag din Apenini cu Abies alba și păduri de fag cu Abies nebrodensis, Râuri de munte și vegetația lor lemnoasă cu Salix elaeagnos, Păduri de Castanea sativa, Ghețari permanenți, Pseudostepă cu ierburi și specii anuale de Thero-Brachypodietea, Formațiuni ierboase bogate în specii de Nardus, dezvoltate pe substraturi silicioase în zone montane (și în zone submontane, în Europa continentală), Râuri mediteraneene cu debit permanent cu specii de Paspalo-Agrostidion și galerii riverane de Salix și de Populus alba, Lespezi calcaroase, Pajiști carstice calcaroase sau bazofile, de Alysso-Sedion albi, Grohotișuri termofile și vest-mediteraneene, Pajiști alpine și boreale, Pante stâncoase calcaroase cu vegetație casmofită.
La baza desemnării sitului se află mai multe specii protejate:
- plante (3): Adonis distorta, Androsace mathildae, Astragalus aquilanus
- păsări (21): pescăruș albastru (Alcedo atthis), potârnichea de stâncă (Alectoris graeca saxatilis), fâsă-de-câmp (Anthus campestris), acvilă de munte (Aquila chrysaetos), buha (Bubo bubo), caprimulg (Caprimulgus europaeus), presură de grădină (Emberiza hortulana), Eudromias morinellus, Falco biarmicus, șoim călător (Falco peregrinus), muscar-gulerat (Ficedula albicollis), sfrâncioc roșiatic (Lanius collurio), Leiopicus medius, ciocârlie de pădure (Lullula arborea), mierlă de piatră (Monticola saxatilis), cinghiță alpină (Montifringilla nivalis), vrabie de stâncă (Petronia petronia), Prunella collaris, stăncuță alpină (Pyrrhocorax graculus), Pyrrhocorax pyrrhocorax, fluturașul de stâncă (Tichodroma muraria)
- amfibieni (3): Bombina pachypus, Salamandrina terdigitata, Triturus carnifex
- mamifere (5): liliac cârn (Barbastella barbastellus), lupul (Canis lupus), liliacul mare cu potcoavă (Rhinolophus ferrumequinum), Rupicapra pyrenaica ornata, urs brun (Ursus arctos)
- nevertebrate (4): Austropotamobius pallipes, fluturele de noapte (Eriogaster catax), fluturele auriu (Euphydryas aurinia), Osmoderma eremita
- pești (4): Barbus plebejus, Cobitis bilineata, Rutilus rubilio, Telestes muticellus
- reptile (2): șarpele cu patru dungi (Elaphe quatuorlineata), Vipera ursinii

Pe lângă speciile protejate, pe teritoriul sitului au mai fost identificate 2 specii de plante, 3 specii de amfibieni, 3 specii de mamifere, 45 de specii de nevertebrate.